# Continental Airways
Continental Airways (En ruso: Авиакомпания Континент) fue una aerolínea basada en el Aeropuerto Internacional de Sheremetyevo en Moscú, Rusia. Se fundó en 1995 como una aerolínea de carga, operando con 3 Tu-154M. En 2010 inició el servicio de pasajeros. El 29 de julio de 2011 fue revocado el permiso de vuelo de la aerolínea, y el día siguiente la aerolínea se declaró en bancarrota.

## Historia
La aerolínea se fundó en 1995 como una aerolínea exclusiva de carga, operando 3 Tupolev Tu-154. Su base inicial fue el Aeropuerto Internacional de Moscú-Vnúkovo. En el 2000 adquirió 3 Ilyushin Il-76TD para aumentar sus rutas y expandir sus destinos. En el 2004 de adquirieron 4 Tupolev Tu-154 para iniciar su servicio de pasajeros, el cual haría su primer vuelo en 2005, y 4 Il-76TD adicionales para fortalecer sus servicios de carga. Fue una aerolínea relativamente importante en el transporte hacia la Región de Krasnoyarsk, ya que era una de las tres aerolíneas que volaban hacia esos territorios, junto con Aeroflot y Ural Airlines. 

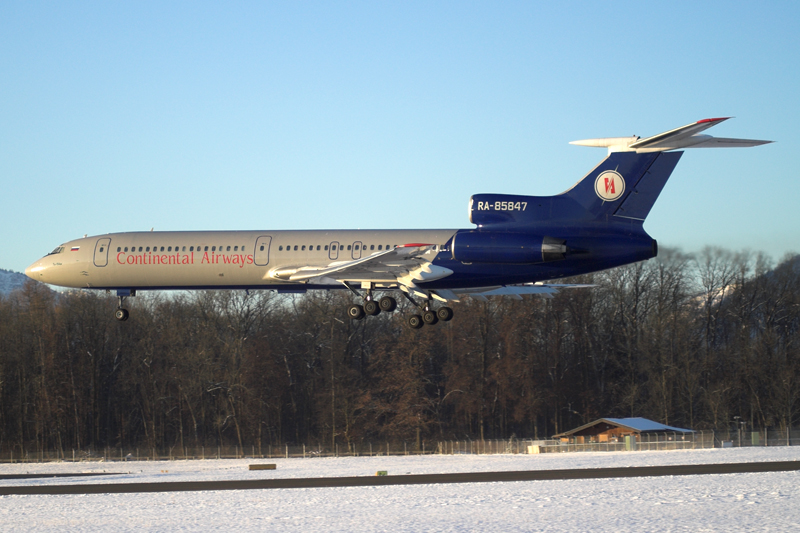
Tu-154 perteneciente a Continental Airways

Su servicio de pasajeros operaba únicamente con destinos domésticos, en contraste a esto, sus destinos de servicios de carga tenían vuelos hacia Libia, Egipto, Uzbekistán, Azerbaiyán, Ucrania, Bielorrusia, Irán, China, Inglaterra y Francia. En el 2010, Continental Airways transporto 6.100 toneladas en mercancía, 2.5% más que en 2009. 
Luego de tener problemas económicos durante dos años, llegando a vender varios de sus Il-76 y suspender la mayoría de sus destinos, el 29 de julio de 2011 la Agencia de Seguridad Aérea de Rusia le revoco el permiso para volar, y al día siguiente, la aerolínea se declaró en bancarrota, cesando así todas sus operaciones.

## Flota

### Servicio de pasajeros

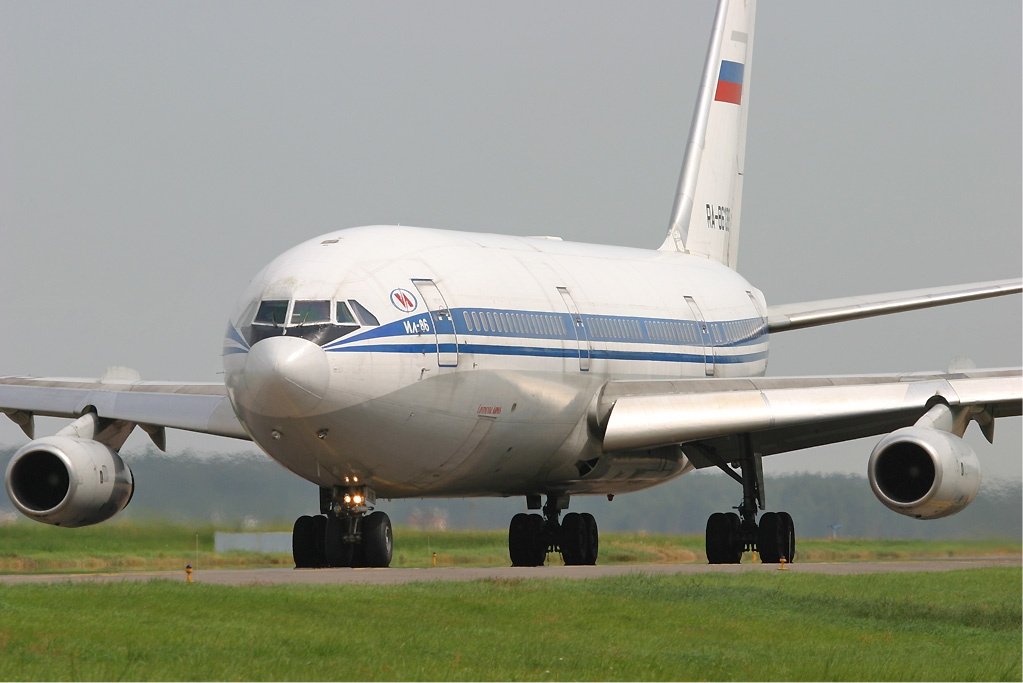
Il-86 perteneciente a la aerolínea en Moscú

- 6 Tupolev Tu-154M (RA-85099, RA-85123, RA-85672, RA-85795, RA-85834, RA-85835, RA-85836)

- 1 Ilyushin Il-86

### Servicio de carga
- 3 Il-76TD, llegó a poseer 5.

- 1 Tupolev Tu-154B2

## Destinos
Únicamente del servicio de pasajeros.
 Rusia
- Abakán

- Anapa

- Barnaúl

- Bratsk

- Blagovéshchensk

- Cheliábinsk

- Ekaterimburgo

- Gelendzhik

- Irkutsk

- Kazán

- Kémerovo

- Komsomolsk del Amur

- Krasnodar

- Krasnoyarsk

- Moscú Hub

- Murmansk

- Nizhni Nóvgorod

- Norilsk

- Novokuznetsk

- Petropavlovsk

- Rostov del Don

- Samara

- Sochi

- Ufa

- Vladivostok

- Yakutsk

- Yuzhno-Sajalinsk